# Taweewattana Football Club
Taweewattana Football Club é um clube de futebol da Tailândia. Competiu na primeira divisão pela última vez em 2011, sob o nome de Sriracha F.C.[carece de fontes?] Mudou o nome para o atual em 2015.